# Thomas Druyen

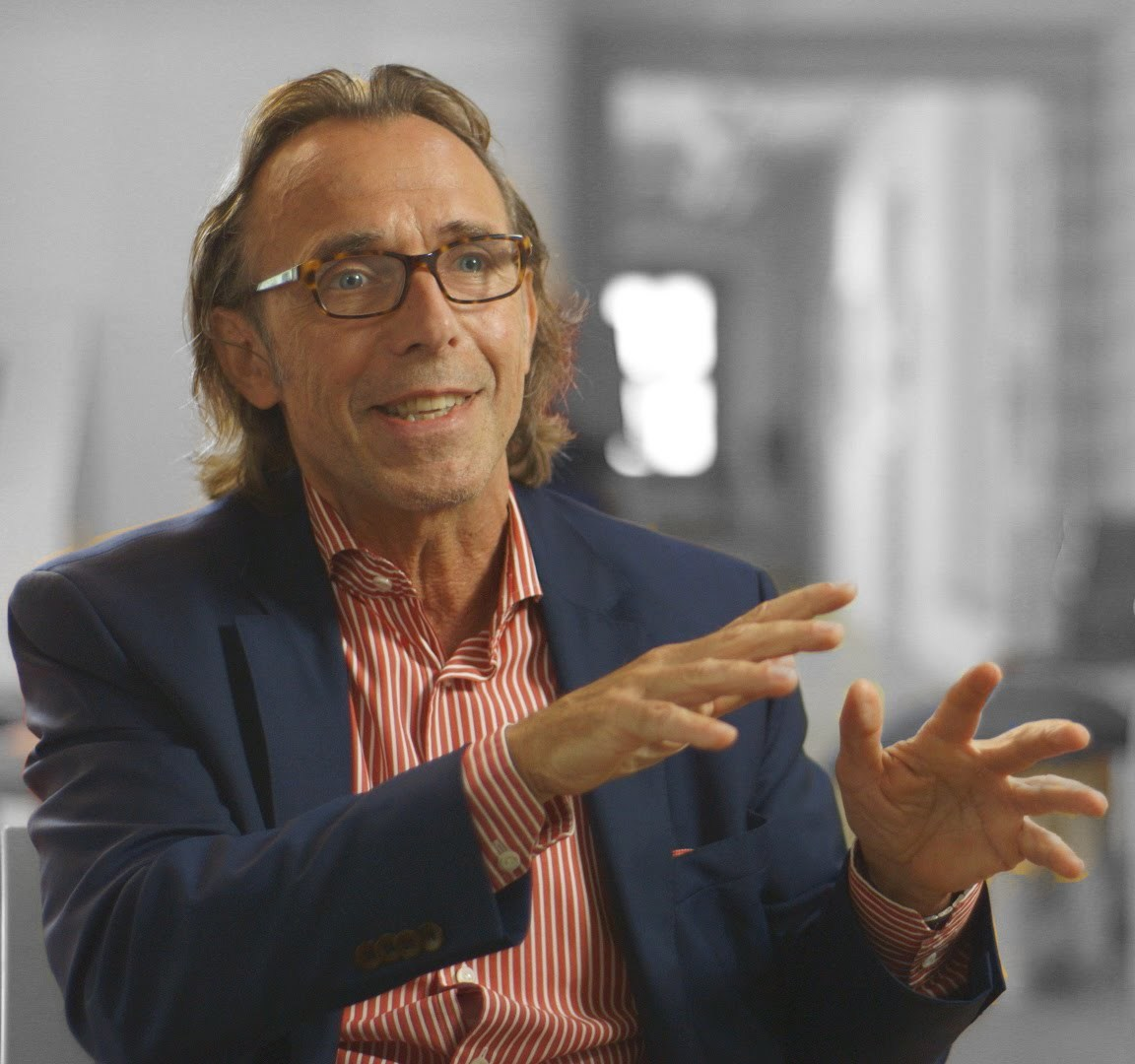
Thomas Druyen (2016)

Thomas Druyen (* 2. Juli 1957 in Süchteln, heute Viersen) ist ein deutscher Soziologe. An der Sigmund Freud Privatuniversität Wien leitet er das Institut für Vergleichende Vermögenskultur und Vermögenspsychologie sowie das Institut für Zukunftspsychologie und Zukunftsmanagement. Druyen forscht über die psychologischen und neuronalen Bedingungen sowie Begleiterscheinungen der Zukunftsgestaltung, der Digitalisierung und des demografischen Wandels. Zudem befasst er sich mit der Psychologie und Lebenswelt der Vermögenden. Als einer der führenden Wissenschaftler Europas auf den Gebieten der Vermögenskultur und Zukunftspsychologie ist Druyen regelmäßig in verschiedenen Printmedien und audiovisuellen Medien präsent. Mit aktuellen Fragen zu diesen und anderen Bereichen setzt sich Druyen außerdem in regelmäßigen Beiträgen für das Nachrichtenportal FOCUS online auseinander.

## Leben
Druyen studierte an der Westfälischen Wilhelms-Universität in Münster die Fächer Jura, Soziologie, Publizistik und Philologie sowie Anthropologie an der Universität Colombo. Er beendete seine Universitätsstudien in Münster 1988 mit den Abschlüssen Magister Artium, 1990 der Promotion zum Dr. phil. und der Habilitation 2004. Im selben Jahr wurde er zum Honorarprofessor am Fachbereich der Wirtschafts- und Sozialwissenschaften der Universität Győr berufen. Dort war er auch von 1999 bis 2004 Direktor am Institut für den Dialog der Generationen. Druyen lehrte ab 2004 am Institut für Soziologie der Westfälischen Wilhelms-Universität Münster und war dort von 2006 bis 2010 Direktor des „Forums für Vermögensforschung“. Zudem war er von 2005 bis 2007 am Institut für Kultur- und Medienmanagement der Freien Universität Berlin tätig.
Von 2000 bis 2004 war Druyen Vorstand der schweizerischen Peter Ustinov Stiftung. Von 2001 bis 2014 war Druyen Kuratoriumspräsident der von ihm 1999 gegründeten und inzwischen aufgelösten Stiftung „Dialog der Generationen“ in Düsseldorf. Von 2003 bis 2007 arbeitete er bei der LGT Privatbank in Liechtenstein und war Chefredakteur des Kundenmagazins Credo. Zudem war er von 2004 bis 2009 Vorsitzender des Kuratoriums der Stiftung Kloster Steinfeld. Seit 2007 ist Druyen ordentlicher Professor des Lehrstuhls für Vergleichende Vermögenskultur und Vermögenspsychologie und seit 2009 Vorstand des gleichnamigen Instituts sowie seit 2015 Direktor des Instituts für Zukunftspsychologie und Zukunftsmanagement, beide an der Sigmund Freud Privatuniversität Wien. Druyen ist Präsident und CEO der 2022 gegründeten opta data Zukunfts-Stiftung gGmbH. Seit Mai 2024 ist er Vorsitzender des Future Council der „Global Goals EXPO Berlin 2035“-Initiative, die Berlin als aussichtsreichen Kandidaten für eine Austragung der Weltausstellung EXPO 2035 positionieren möchte.
Druyen engagiert sich ehrenamtlich im Beirat der gemeinnützigen PHINEO AG. Im Februar 2025 wurde er zum Honorarkonsul der Republik Albanien ernannt.
Von 1996 bis 2013 war Druyen mit der Schauspielerin Jenny Jürgens verheiratet. Seit 2016 ist er mit Konstanze Druyen (geb. Bruhns) verheiratet. Mit ihr und seinem Sohn Vincent lebt er in Düsseldorf.

## Wissenschaftliches Forschungsfeld

### Demografischer Wandel
Druyen setzt dem im Allgemeinen negativen Bild des Alters ein positives Altersbild entgegen. Es gelte, das neu gewonnene Potential des Alters zu entdecken und die sich daraus ergebenden Chancen für die Allgemeinheit zu nutzen. Er fordert eine entsprechende gesellschaftliche Neubewertung des Alters und legt unter anderem offen, inwieweit das subjektive Selbstempfinden vieler Älterer fundamental den gesellschaftlichen Ängsten vor dem Altern entgegensteht. Sein 2003 erschienenes Buch Olymp des Lebens – Das neue Bild des Alters fand Eingang in zahlreiche öffentliche Debatten und bereitete zugleich die Grundlage für sein weiteres Forschungsfeld der Vermögenskultur, indem Grundelemente aus der Demografieforschung weiterentwickelt wurden und somit eine gesamtgesellschaftliche Dimension erreichen konnten. 2011 wurde das Buch unter dem Titel Die Zukunft des Alters in überarbeiteter Fassung neu aufgelegt, da es auch acht Jahre nach seiner Erstveröffentlichung nicht an Aktualität verloren hatte.

### Vermögensforschung, Vermögenskultur und Vermögenspsychologie
In seinen vermögenskulturellen und -psychologischen Studien untersucht Druyen unter anderem den Einfluss von privatem Geldvermögen auf die Gesellschaft und die Wirkungen großer materieller Vermögen auf die menschliche Psyche. Zu diesem Zweck führte Druyen weltweit Interviews mit Reichen und Superreichen (begonnen bei etwa 30 Mio. US-Dollar Netto-Finanzvermögen bis hin zu mehreren Milliarden US-Dollar frei verfügbaren Kapitalvermögens) und veröffentlichte dazu zahlreiche Bücher und Studien. In seinem 2007 erschienenen und viel beachteten Buch „Goldkinder – Die Welt des Vermögens“ nimmt Druyen eine Unterscheidung zwischen Reichtum auf der einen und Vermögen auf der anderen Seite vor und prägt den Begriff der Vermögenskultur. Während unter den Reichtumsbegriff all jene quantitativen Variablen gefasst werden, die in irgendeiner Form messbar sind, umfasst der Vermögensbegriff auch seine qualitative Verwendung und seine individuellen Voraussetzungen. Unter Vermögenskultur versteht Druyen die Förderung und Pflege von materiellen und immateriellen Werten zum Schutze der individuellen und gesellschaftlichen Zukunftsfähigkeit. Seine Vermögensforschung rückt somit jenen Personenkreis ins Zentrum, der neben selbst gewählten Teilen seines Reichtums auch seine Fähigkeiten, sein Know-how und sein Verantwortungsbewusstsein einsetzt, um die gesellschaftliche Entwicklung mitzugestalten. Neben den gesellschaftlichen Voraussetzungen und Folgen einer so verstandenen Vermögenskultur untersucht Druyen auch die psychischen Wechselwirkungen zwischen außergewöhnlichem materiellem Vermögen und der daraus erwachsenen Geisteshaltung und Lebensgestaltung. Dabei stellte er unter anderem fest, dass Vermögende nicht zwangsläufig glücklicher, der Zukunft in der Regel aber einen Schritt näher sind als der Durchschnittsbürger.
Siehe auch: Reichtumsforschung

### Veränderungskompetenz und -bereitschaft
Mit seinen Untersuchungen zur individuellen Veränderungskompetenz und -bereitschaft knüpft Druyen an seine Forschungen zum demografischen Wandel an, nimmt hier jedoch eine stärker sozialpsychologisch geprägte Perspektive ein. In diesem Sinne begreift er den demografischen Wandel als Paradebeispiel dafür, dass die Menschen trotz besseren Wissens bevorstehende Veränderungen mehrheitlich verdrängen, anstatt sich mit ihnen auseinanderzusetzen und sie aktiv zu gestalten. Diese „präventive Inkompetenz“ deckt Druyen in seiner 2015 veröffentlichten Generationenstudie auf, für die Personen aus drei unterschiedlichen Generationen über ihre jeweiligen Zukunftsvorstellungen befragt wurden, zugleich zieht sie sich seines Erachtens durch die gesamte Menschheitsgeschichte. Die Ergebnisse der Studie legten den Grundstein für das Forschungsfeld der Zukunftspsychologie.

### Zukunftspsychologie
Die Zukunftspsychologie richtet ihre Aufmerksamkeit vor allem auf die Bereiche der Antizipation und der Prospektion im Rahmen eines von beschleunigtem Wandel, Digitalisierung und Virtualität geprägten Zeitalters. Gesammelt werden Vorstellungen und Fantasien von Zukunft in teils interaktiven Befragungen, bei denen auch Roboter und Avatare zum Einsatz kommen. In einer konventionellen und bevölkerungsrepräsentativen Umfrage aus dem Jahr 2018 konnte Druyen zeigen, dass die Deutschen zum einen ausgesprochen belastbar und anpassungsfähig sind, zum anderen aber wenig zukunftsoptimistisch und vorausschauend handeln. Ziel der zukunftspsychologischen Forschung ist es, die Auswirkungen der Zukunftsvorstellungen und der neuen Technologien auf das Denken und Handeln zu verstehen und daraus handlungsleitende Strategien im Sinne einer Veränderungsoptimierung abzuleiten. Eine Einführung in den von ihm entwickelten zukunftspsychologischen Ansatz gibt Druyen unter anderem in seinem gemeinsam mit Valeska Mangel verfassten Buch Aus der Zukunft lernen – der Leitfaden für konkrete Veränderung (2023).

## Auszeichnungen
- 2018: Verdienstorden des Landes Nordrhein-Westfalen
- 2025: Ernennung zum Honorarkonsul der Republik Albanien[44]

## Veröffentlichungen
- Menschendämmerung. 1988. ISBN 3-88611-033-8
- Die Wahrnehmung der Pluralität. 1999. ISBN 3-927949-99-X
- Olymp des Lebens – Das neue Bild des Alters. 2003. ISBN 3-472-05671-1
- Goldkinder – Die Welt des Vermögens. 2007. ISBN 978-3-938017-85-2
- Reichtum und Vermögen – Zur gesellschaftlichen Bedeutung der Reichtums- und Vermögensforschung. 2009. ISBN 978-3-531-15928-7
- Happy Princes – The Empowerment of Wealthibility. 2010. ISBN 978-3-902626-28-8
- Vermögen in Deutschland – Heterogenität und Verantwortung. 2010. ISBN 978-3-531-17689-5
- Die Zukunft des Alters. 2011. ISBN 978-3-902626-26-4
- Vermögenskultur – Verantwortung im 21. Jahrhundert. 2011. ISBN 978-3-531-17375-7
- Krieg der Scheinheiligkeit. Plädoyer für einen gesunden Menschenverstand. 2012. ISBN 978-3-9814141-4-1
- Verantwortung und Bewährung: eine vermögenskulturelle Studie. 2013. ISBN 978-3-531-19704-3
- Drei Generationen im Gespräch – Eine Studie zum intergenerativen Zukunftsmanagement. 2015. ISBN 978-3-658-10408-5
- Die ultimative Herausforderung. Über die Veränderungsfähigkeit der Deutschen. 2018. ISBN 978-3-658-19762-9
- Radical Change in Everyday Life: Foundations of Psychological Future Management. 2019. ISBN 978-3658256456
- mit Valeska Mangel: Aus der Zukunft lernen – der Leitfaden für konkrete Veränderung. 2023. ISBN 978-3-95466-808-3
- mit Christine Vogler: Pflege. Zukunft. Menschenrecht. - Zehn Empfehlungen für die Pflege von morgen. 2024. ISBN 978-3-06-452517-7